# Rhondia formosa
Rhondia formosa är en skalbaggsart som beskrevs av Masaki Matsushita 1931. Rhondia formosa ingår i släktet Rhondia och familjen långhorningar.
Artens utbredningsområde är Taiwan. Inga underarter finns listade i Catalogue of Life.